# Pseudapis aliena
Pseudapis aliena är en biart som först beskrevs av Cameron 1898.  Pseudapis aliena ingår i släktet Pseudapis och familjen vägbin. Inga underarter finns listade i Catalogue of Life.